# UCLouvain FUCaM Mons

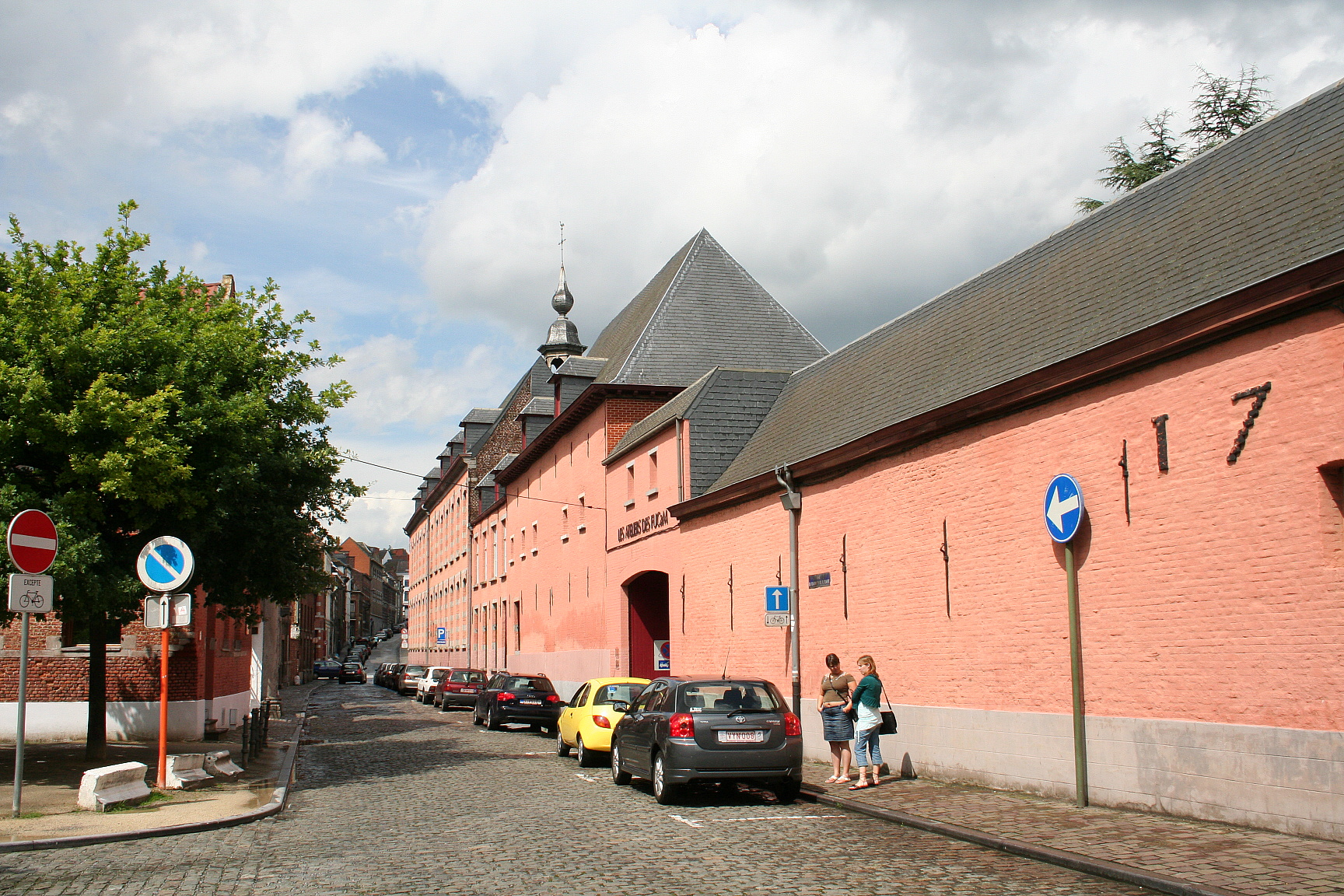
Gebäude der UCLouvain FUCaM Mons

Die UCLouvain FUCaM Mons ist eine französischsprachige Universität in der belgischen Stadt Mons. 
Bis September 2011 trug sie den Namen Facultés universitaires catholiques de Mons (FUCaM).
Die UCLouvain FUCaM Mons bietet Studien in Wirtschafts-, Politik-, Geistes- und Sozialwissenschaften an, in denen die etwa 1300 Studenten in fünfjährigen Studien Masters Diplome erlangen können.
Im Juni 2004 wurde die FUCaM Teil der Académie Louvain, einem Netzwerk französischsprachiger katholischer Universitäten Belgiens. Die Partner der FUCaM in der Académie Louvain waren die FUNDP, die FUSL und die UCL. Sie strebten langfristig an, zu einer großen französischsprachigen katholischen Universität zu verschmelzen.